# Уроки незгоди
«Уроки незгоди» (англ. Lessons in Dissent, кант. 未 夠 秤) — документальний фільм, знятий режисером Метью Торном за сприяння народу Гонконгу.

## Показ фільму
Прем’єра фільму відбулася на 38-у Міжнародному кінофестивалі у Гонконзі 29 березня 2014 року, а у гонконзький прокат стрічка вийшла за тиждень, 5 квітня 2014 року. Вона набула особливої популярності після початку Революції парасольок, розповідаючи історію її лідера, молодого активіста Джошуа Вонга . 
Також фільм був презентований на Міжнародному кінофестивалі в Мумбаї, фестивалі «One World» у Празі (березень 2015 р.). Його показ на телебаченні провели найбільші телеканали демократичних країн Азії: NHK (Японія), PTS (Тайвань), Movie Movie channel (Гонконг). 
Фільм був продемонстрований в Гонконзі, Сінгапурі, Лондоні, Празі, в різних містах США, а також на громадських показах в деяких австралійських містах. Деякі з показів стали можливими за сприяння пожертвувань з боку вчених і студентів. Усі зусилля поширити інформацію про політичні події в Гонконзі були покликані генерувати сили для чинення опору китайському урядові проти прийняття односторонніх рішень щодо політичної свободи Гонконгу.
В Україні показ фільму запланований на квітень 2016 року за підтримки громадської організації Ліберально-демократична ліга України.

## Сюжет
Фільм розповідає про діяльність двох молодих гонконгських активістів: 15-тирічного Джошуа Вонга  та 17-тирічного Ма Цзяй (станом на 2011 рік, протягом фільму вони дорослішають), що протестують проти морального і національного виховання, яку мала на меті впровадити КНР для промивання мізків школярам Гонконгу. 
Вонг, учень середньої школи, стає засновником руху Scholarism і розпочинає боротьбу проти комуністичної системи. Разом з Ма Цзяй, що покинув школу та вступив до радикальної Ліги соціал-демократів, вони стають лідерами протестів, що через 2 роки будуть основою для Революції парасольок.
Окрім діяльності двох активістів, фільм зображує калейдоскопічність природи гонконгського суспільства та кризу ідентичності його громадян. У картині піднімаються питання ролі релігії, поділу класів, конфлікту поколінь, а також зазначаються відчутні протиріччя, які призвели до ряду протестів, зокрема й через національну освіту. 
Стиль «Уроків незгоди» є здебільшого умовним, сцени протестів перемежовуються з інтерв’ю та закадровими подіями. Проте режисер розділяє документальний фільм на декілька уроків, кожен з яких має власну тему.  
Це відчуття безладу у межах визначеної структури можна вважати символічним у контексті боротьби студентів-активістів за те, щоб бути почутими в умовах непохитної урядової системи та апатичного суспільства.